# Micrandra elata
Micrandra elata är en törelväxtart som först beskrevs av Ferdinand Didrichsen, och fick sitt nu gällande namn av Johannes Müller Argoviensis. Micrandra elata ingår i släktet Micrandra och familjen törelväxter. Inga underarter finns listade i Catalogue of Life.